# Costruttivismo (filosofia)

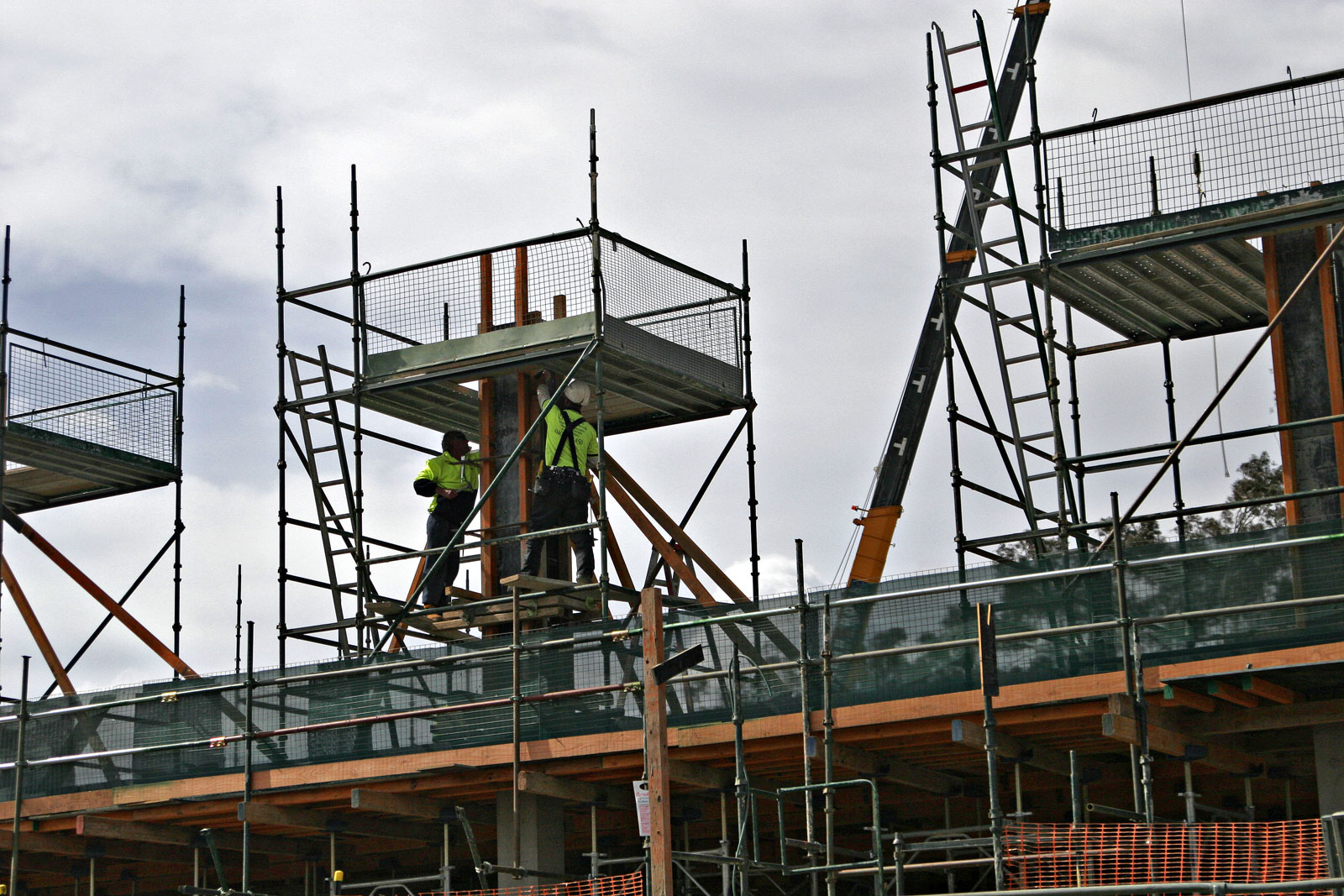
Il costruttivismo attuale considera la conoscenza umana alla stregua di una costruzione edificata in un cantiere, e non come uno specchio fedele della realtà

Il costruttivismo è una posizione filosofica ed epistemologica che considera la rappresentazione della realtà, e quindi il mondo in cui viviamo, come il risultato dell'attività costruttrice delle nostre strutture cognitive, assumendo una prospettiva spesso relativistica e soggettivista.
Seppur molti costruttivisti, di matrice più razionalista, affermino l'esistenza di una realtà oggettiva e fisica e di alcuni principi morali, quello che conta ai loro occhi, nell'interazione tra il mondo e i soggetti, è solo e unicamente la realtà percepita da costoro.

## Precursori
(Epitteto)
Tale teoria ha tra i suoi precursori diversi pensatori: da Eraclito agli stoici (come Epitteto, per cui non conta la realtà ma la nostra immagine di essa, insistendo così sulla necessità di costruirsi comunque una realtà soddisfacente), dai sofisti (specialmente Protagora e Gorgia, con il loro relativismo gnoseologico ed etico) fino ad alcuni esistenzialisti talvolta portatori di relativismo o costruttori di un'etica personale, come Husserl, Nietzsche, Stirner, Schopenhauer (Il mondo come volontà e rappresentazione), Spinoza, Camus, Sartre (con il suo soggettivismo) e Heidegger, e, in oriente, il buddhismo Cittamatra di Vasubandhu, senza escludere Henri Bergson, Karl Popper e Giambattista Vico.

### Origini ed evoluzione
Le origini del costruttivismo, come di tutte le correnti filosofiche soggettiviste, sono molto antiche. Tra i precursori troviamo in Occidente la scuola sofista (V secolo a.C.) dagli esiti relativistici, la quale, come tramandatoci da Platone nel Teeteto, afferma con Protagora: 
(Protagora, fr.1, in Platone, Teeteto, 152a)
 Ancor prima (a partire dal VI secolo a.C.) in Oriente si sviluppa il pensiero buddista che fonda la saggezza sul principio di vacuità, secondo il quale i fenomeni non hanno esistenza intrinseca (oggettiva), ma sono solo convenzioni e apparenze nominali (velo di maya), che occorre eliminare del tutto fin quando si approderà al nulla, che però non sarà più il nulla dei fenomeni illusori e relativi della maya, ma un nulla causato dalla perdita totale della coscienza e dell'io individuale che si smarrisce nel Nirvana.
Vi sono anche dei rapporti con lo strutturalismo e anche taluni aspetti della fisica quantistica e della teoria della relatività generale, nonché della psicoanalisi (Freud, Jung) e dei suoi derivati (come il surrealismo), hanno influenzato il pensiero costruttivista.
(Roger Penrose, fisico teorico)

## Teoria generale
(Paul Watzlawick, La realtà della realtà)
La vita è un processo conoscitivo: vivere significa conoscere e conoscere significa vivere. È attraverso il processo conoscitivo, che nasce dall'esperienza individuale, che ogni essere vivente costruisce il proprio mondo e lo interpreta. L'esperienza vissuta è matrice di ogni conoscenza e l'uomo compie le proprie esperienze sia intellettualmente che corporalmente (conoscenza embodied). Soggetti diversi costruiscino in maniera diversa uno stesso evento, così come la stessa Persona può costruire diversamente anche uno stesso evento nel corso della propria esistenza. La realtà è pertanto vincolata al modo in cui la Persona interpreta gli eventi. È il sistema di costrutti della Persona che determina come essa agirà nel mondo. L'informazione non ha un senso in sé e per sé ma quello che le attribuisce il sistema osservante, perciò la sua stessa esistenza e la stessa realtà possono essere «messe tra parentesi», secondo un'espressione utilizzata da Husserl.
Tutte quelle proprietà che si credeva facessero parte delle cose, si rivelano così proprietà dell'osservatore, per cui l'oggettività non poggia su di un piano ontologico ma su quello epistemologico, ovvero diventa dipendente dall'attività conoscitiva del soggetto. 
Gli esiti di questo orientamento teorico sono diversi. Da un lato, se ogni soggetto costruisce la propria realtà quale i suoi sensi gli presentano (soggettivismo), e se questa realtà è mutevole nel tempo e nello spazio in ragione dello stato in cui egli stesso e l'oggetto osservato si trovano, si aprono le porte al relativismo estremo (solipsismo), in base al quale non esisterebbe più alcuna vera differenza tra ciò che si conosce e ciò che è, dato che ogni essere senziente ha il proprio mondo personale (il principio di non contraddizione viene a decadere); dall'altro lato, non mancano posizioni critiche nei confronti del relativismo stesso, che rilevano come esso cada in una palese contraddizione in termini quando pretende di negare ogni possibilità di conoscenza oggettiva da un punto di vista soggettivo, o di affermare la relatività del tutto facendone una tesi assoluta. Husserl, ad esempio, contestando lo psicologismo, sosteneva che le leggi della logica esprimono una necessità assoluta, su cui si basa la possibilità stessa del conoscere e del pensare. Il Costruttivismo, si pone in una dimemsione terza rispetto a queste possibili critiche, definendo l'Esperienza come il campo epistemologico che comprende sia oggettività che soggettività. Una cosa è pertanto oggettiva nella misura in cui viene esperita, ma è contemporaneamente soggettiva nella misura in cui viene costruita dal Soggetto.

### Sviluppo
Il costruttivismo così definito, per vari cambiamenti sul piano culturale, filosofico e della ricerca tecnologica, nasce come un nuovo quadro teorico negli anni '70 e 80. Esso scaturisce dal crollo dell'idea che la conoscenza possa essere oggettivamente appresa.
Nasce soprattutto come esigenza di abbandonare un cognitivismo H. I. P. (Human Information Processing) che non ha mai del tutto rinunciato ad alcune componenti meccanicistiche proprie del comportamentismo.

#### Gnoseologia
I concetti principali che caratterizzano l'attuale costruttivismo sono i seguenti:
1. la conoscenza è prodotto di una costruzione attiva del soggetto,
2. la conoscenza ha carattere "situato", ancorato nel contesto concreto,
3. la conoscenza si svolge attraverso particolari forme di collaborazione e negoziazione sociale.

In primo piano viene posta la "costruzione del significato" sottolineando il carattere attivo, polisemico, non predeterminabile di tale attività.
La teoria della conoscenza (gnoseologia) dei costruttivisti postula che il conoscere sia:
- il prodotto di una costruzione attiva da parte del soggetto;
- strettamente collegato alla situazione concreta in cui avviene l'apprendimento;
- nascente dalla collaborazione sociale e dalla comunicazione interpersonale.

Nel costruttivismo si assume che la formazione sia un'esperienza situata in uno specifico contesto: il soggetto, spinto dai propri interessi, costruisce attivamente una propria concezione della realtà attraverso un processo di integrazione di molteplici prospettive offerte.

#### Didattica
Il costruttivismo recupera alcuni concetti del positivismo e del neopositivismo: la conoscenza come costruzione attiva del soggetto è un concetto presente in gran parte della ricerca di questo secolo. Dewey, Piaget e Vygotskij possono essere considerati costruttivisti. L'apprendimento non è visto solo come un'attività personale, ma come il risultato di una dimensione collettiva d'interpretazione della realtà. La nuova conoscenza si costruisce non solo in base a ciò che è stato acquisito in passate esperienze ma anche e soprattutto attraverso la condivisione e negoziazione di significati espressi da una "comunità di interpreti".
Esso è anche un nuovo quadro di riferimento learning centered – che pone, cioè, il soggetto che apprende al centro del processo formativo, in alternativa ad un approccio educativo teaching centered, basato sulla centralità dell'insegnante, unico e indiscusso detentore di un sapere universale, astratto e indipendente dal contesto di riferimento.

### Critici
Un critico del costruttivismo è stato il filosofo statunitense Paul Artin Boghossian. Al costruttivismo si oppongono anche il neopositivismo classico, il neoidealismo, l'oggettivismo e spesso il giusnaturalismo, oltre che le filosofie assolutiste e anti-relativiste, che pongono un Assoluto come punto di verità immodificabile, che sia religioso (come nella filosofia cattolica) o laico (come nella filosofia della libertà di von Hayek, che per altri versi è però affine a Popper).

## Campi di applicazione
Il costruttivismo, oltre che nella filosofia generale, ha prodotto contributi principalmente nella forma epistemologica, nella psicologia (specialmente la psicologia sistemica, la psicoterapia strategica e quella cognitivo-comportamentale, con influssi di quella Ericksoniana, nonché nella disciplina non riconosciuta della programmazione neuro linguistica) e nella sociologia (costruttivismo sociale e costruzionismo) oltre che in matematica e in cibernetica, linguistica e arte (da non confondere con il costruttivismo artistico sorto nel 1913, che rappresenta un movimento a sé stante) e finanche in scienza politica.

### Psicologia
(Paul Watzlawick, Istruzioni per rendersi infelici)
Notevoli applicazioni sono derivate dalle teorie costruttiviste in psicologia, dove la realtà può essere "piegata" a fini terapeutici e autoterapeutici (un esempio è l'utilizzo della fallacia argomentativa). Nell'ambito della matrice epistemologica costruttivista, viene messa in discussione la possibilità di una conoscenza "oggettiva", in quanto sapere totale che rappresenti, in modo fedele, un ordine esterno indipendente dall'osservatore; la stessa osservazione diretta dei fenomeni non è più considerata fonte privilegiata di conoscenza obiettiva. Un'affermazione che ben riflette i cambiamenti avvenuti nel campo dell'epistemologia moderna da Karl Popper in poi, è la seguente proposizione:
(Gregory Bateson, ripreso da Humberto Maturana)
Non esistono fatti "nudi", ovvero al di fuori delle teorie. Al contrario, ogni osservazione, è ritenuta possibile solo alla luce di teorie, e nessuna conoscenza è data dall'ambiente, ma è sempre sviluppo di una conoscenza precedente. L'approccio si dice costruttivista in quanto tiene in considerazione il punto di vista di chi osserva, di chi esamina; esso considera il sapere come qualcosa che non può essere ricevuto in modo passivo (come affezione del mondo esterno) dal soggetto, ma che risulta dalla relazione fra un soggetto attivo e la realtà. La realtà, in quanto oggetto della nostra conoscenza, sarebbe dunque creata dal nostro continuo "fare esperienza" di essa. La determiniamo dal modo, dai mezzi, dalla nostra disposizione nell'osservarla, conoscerla e comunicarla. Si forma nei processi d'interazione ed attraverso l'attribuzione di significati alla nostra esperienza. In questi processi il linguaggio ha certamente un ruolo fondamentale. La "costruzione" si poggia quindi su mappe cognitive che servono agli individui per orientarsi e costruire le proprie interpretazioni. Persino alcuni disturbi mentali non vengono ritenuti tali, ma solo distorsioni eccessive e forme della propria visione del mondo.
(Paul Watzlawick, Il codino del barone di Münchhausen. Ovvero: psicoterapia e realtà, citato in Patrizia de Mennato, La ricerca "partigiana" teoria di ricerca educativa, Libreria CUEM, Milano 1994))

## Esponenti principali
Studiosi costruttivisti o a vario titolo ispirati ad esso, divisi secondo il loro principale campo di lavoro (Nota: molti di loro sono o furono comunque attivi in più di un singolo ramo della conoscenza). Per un elenco di filosofi specificamente costruttivisti vedi categoria:Costruttivisti

### Filosofia
- Ernst von Glasersfeld
- Edgar Morin
- Jean-Louis Le Moigne
- Nelson Goodman
- Ludwig Wittgenstein[9]
- George Herbert Mead
- Niklas Luhmann
- Massimo Cacciari[10]
- Gianni Vattimo[10] (teorico del pensiero debole)
- Gilles Deleuze
- Judith Butler

### Psicologia
- George Kelly
- Ernst von Glasersfeld
- Kurt Lewin
- Paul Watzlawick
- Giorgio Nardone[8][11]
- Richard Bandler
- Albert Ellis
- Lev Vygotskij
- Jean Piaget
- Joe L. Kincheloe
- Fritz Perls

### Letteratura
- Paul Valéry
- Jorge Luis Borges
- Italo Calvino
- Michael Talbot
- Luigi Pirandello[12]

### Matematici
- Leopold Kronecker
- Luitzen Brouwer
- Paul Lorenzen
- Errett Bishop

### Scienziati e studiosi
- Roger Penrose (matematico e fisico della relatività generale)
- Stephen Hawking
- Leonard Mlodinow
- Humberto Maturana
- Gregory Bateson
- Margaret Mead
- Heinz von Foerster
- Francisco Varela
- David Bohm
- Karl Pribram
- David Erlandson
- Gerardus 't Hooft
- Leonard Susskind
- Erwin Schrödinger
- Wolfgang Pauli

### Cibernetica, informatica e linguistica
- Silvio Ceccato
- John Grinder
- Rudy Rucker
- Noam Chomsky[10](fondatore della grammatica trasformazionale e intellettuale libertario)

### Arte
- Maurits Cornelis Escher

### In inglese
- Devitt, M. 1997. Realism and Truth, Princeton University Press.
- Gillett, E. 1998. "Relativism and the Social-constructivist Paradigm", Philosophy, Psychiatry, & Psychology, Vol.5, No.1, pp. 37–48
- Joe L. Kincheloe 2001. Getting beyond the Facts: Teaching Social Studies/Social Science in the Twenty-First Century, NY: Peter Lang.
- Joe L. Kincheloe 2005. Critical Constructivism Primer, NY: Peter Lang.
- Joe L. Kincheloe 2008. Knowledge and Critical Pedagogy, Dordrecht, The Netherlands: Springer.
- Kitching, G. 2008. The Trouble with Theory: The Educational Costs of Postmodernism, Penn State University Press.
- Friedrich Kratochwil: Constructivism: what it is (not) and how it matters, in Donattela Della Porta & Michael Keating (eds.) 2008, Approaches and Methodologies in the Social Sciences: A Pluralist Perspective, Cambridge University Press, 80-98.
- Mariyani-Squire, E. 1999. "Social Constructivism: A flawed Debate over Conceptual Foundations", Capitalism, Nature, Socialism, vol.10, no.4, pp. 97–125
- Matthews, M.R. (ed.) 1998. Constructivism in Science Education: A Philosophical Examination, Kluwer Academic Publishers.
- Edgar Morin 1986, La Méthode,  Tome 3, La Connaissance de la connaissance.
- Nola, R. 1997. "Constructivism in Science and in Science Education: A Philosophical Critique", Science & Education, Vol.6, no.1-2, pp. 55–83.
- Jean Piaget 1967. Logique et Connaissance scientifique, Encyclopédie de la Pléiade.
- Herbert A. Simon 1969. The Sciences of the Artificial (3rd Edition MIT Press 1996).
- Slezak, P. 2000. "A Critique of Radical Social Constructivism", in D.C. Philips, (ed.) 2000, Constructivism in Education: Opinions and Second Opinions on Controversial Issues, The University of Chicago Press.
- Suchting, W.A. 1992. "Constructivism Deconstructed", Science & Education, vol.1, no.3, pp. 223–254
- Ernst von Glasersfeld 1987. The construction of knowledge, Contributions to conceptual semantics.
- Ernst von Glasersfeld 1995. Radical constructivism: A way of knowing and learning.
- Tom Rockmore 2008. On Constructivist Epistemology.
- Romm, N.R.A. 2001. Accountability in Social Research, Dordrecht, The Netherlands: Springer. https://www.springer.com/social+sciences/book/978-0-306-46564-2